# Naomichi Hirama
Naomichi Hirama (japanisch 平間 直道 Hirama Naomichi; * 6. Juli 1987 in der Präfektur Kanagawa) ist ein ehemaliger japanischer Fußballspieler.

## Karriere
Hirama erlernte das Fußballspielen in der Schulmannschaft der Tatara Gakuen High School und der Universitätsmannschaft der Aichi-Gakuin-Universität. Seinen ersten Vertrag unterschrieb er 201 bei YSCC Yokohama. Am Ende der Saison 2011 stieg der Verein in die Japan Football League auf. Am Ende der Saison 2013 stieg der Verein in die J3 League auf. Für den Verein absolvierte er 95 Ligaspiele. Ende 2015 beendete er seine Karriere als Fußballspieler.